# 居藤高季
居藤 高季（いとう たかすえ 1897年3月9日 - 1981年12月19日）は、大阪府出身の柔道家 。講道館8段・国際武道院名人10段。

## 人物
早稲田大学大学部商科(現、早稲田大学商学部)卒。早稲田中学柔道部主将時代は講道館2段、早稲田大学柔道部主将時代は講道館3段。早稲田大学卒業後は、株式会社三井物産 本社 砂糖部へ入社。父親は陸軍将軍の居藤高次郎、義兄は陸軍将軍の三宅俊雄。

## 略歴
- 1924年-　講道館幹事、警視庁武術師範、警視庁捕手術制定委員、専修大学柔道教授
- 1931年　講道館道場取締役、講道館審議員、講道館文化会委員、東京柔道有段者審議部員
- 1933年-　大正大学講師(柔道師範)、志道館道場開設
- 1934年　志道会会長
- 1949年　東京都柔道連盟設立、全日本柔道連盟設立
- 1950年　アメリカ柔道学校開設
- 1951年　三船久蔵、伊藤四男らと共に翌年武道大会を開くことを立案
- 1952年　国際武道院による第一回武道大会開催(日比谷公園にて)
- 1952年　国際柔道連盟結成
- 1953年　国際柔道学院開設、球心流護身道本部開設
- 1954年-　講道館護身術制定委員、講道館最高審議会審議員
- 1956年-　東京高等柔道整復専門学校教授
- 1959年　全日本柔道高段者会設立理事長
- 1961年　都柔連オリンピック柔道強化委員長
- 1962年　東京都体育協会オリンピック技術強化委員
- 1964年　東京オリンピック競技大会柔道運営委員、オリンピック記念国際柔道大会顧問
- 1966年　柔道最高功労章を贈られる

### 主な段歴
- 1913年8月3日　講道館入門
- 1914年2月27日　講道館初段
- 1915年3月11日　講道館2段
- 1918年1月13日　講道館3段
- 1922年8月14日　講道館4段
- 1926年12月14日　講道館5段
- 1931年1月25日　講道館6段
- 1937年12月22日　講道館7段
- 1948年5月4日　講道館8段
- 1973年3月3日　国際武道院名人9段
- 1976年9月18日  国際武道院名人10段

## 受賞歴
- 文部大臣賞(1931年)
- 柔道最高功労章(1966年)
- 勲五等雙光旭日章(1969年)